# Resolutie 2186 Veiligheidsraad Verenigde Naties
Resolutie 2186 van de Veiligheidsraad van de Verenigde Naties werd unaniem aangenomen door de VN-Veiligheidsraad op 25 november 2014 en verlengde het VN-kantoor in Guinee-Bissau verder met drie maanden.

## Achtergrond
Guinee-Bissau werd in 1973 onafhankelijk van Portugal en kende in 1994 voor het eerst verkiezingen. In 1998 kwam het leger echter in opstand, werd de president afgezet en ontstond de Guinee-Bissause burgeroorlog. Uiteindelijk werden pas eind 1999 nieuwe presidentsverkiezingen gehouden. In 2003 werd hij na een chaotische regeerperiode door het leger afgezet. In 2004 leidde muiterij in het leger tot onrust in het land. Nieuwe presidentsverkiezingen in 2005 brachten de in 1998 afgezette president opnieuw aan de macht. In 2009 werd hij vermoord door soldaten en volgden wederom presidentsverkiezingen. In 2010 was er onrust binnen het leger en in 2011 een couppoging tegen de nieuwe president. Die lag op dat moment met een slechte gezondheid in een Frans ziekenhuis en stierf daar in 2012. Er werden wederom verkiezingen uitgeschreven waarvoor vreedzaam campagne werd gevoerd. In april 2012 pleegde een deel van het leger echter een staatsgreep en werd onder meer de interim-president vastgezet. De verkiezingen werden vervolgens afgelast en er werd een militair bewind gevestigd. In 2014 pas werden opnieuw verkiezingen gehouden en werd José Mario Vaz tot nieuwe president verkozen.

## Inhoud
Het mandaat van het Geïntegreerd VN-Vredesopbouwkantoor in Guinee-Bissau werd met drie maanden verlengd, tot 28 februari 2015, in afwachting van een beoordelingsrapport van de secretaris-generaal in januari 2015 met aanbevelingen voor een gewijzigd mandaat.
Daarnaast werd herhaald dat de veiligheidsdiensten van Guinee-Bissau zich aan civiele controle moesten onderwerpen. Op de autoriteiten van het land werd aangedrongen al het nodige te doen om de mensenrechten te beschermen en de georganiseerde misdaad – vooral drugshandel en geld witwassen – aan te pakken. Ook andere landen werden gevraagd het land daarbij te helpen. Guinee-Bissau was van plan in februari 2015 een donorconferentie te organiseren in Brussel.

## Verwante resoluties
- Resolutie 2103 Veiligheidsraad Verenigde Naties (2013)
- Resolutie 2157 Veiligheidsraad Verenigde Naties
- Resolutie 2203 Veiligheidsraad Verenigde Naties (2015)
- Resolutie 2267 Veiligheidsraad Verenigde Naties (2016)

Lijst ·  2133 ·  2134 ·  2135 ·  2136 ·  2137 ·  2138 ·  2139 ·  2140 ·  2141 ·  2142 ·  2143 ·  2144 ·  2145 ·  2146 ·  2147 ·  2148 ·  2149 ·  2150 ·  2151 ·  2152 ·  2153 ·  2154 ·  2155 ·  2156 ·  2157 ·  2158 ·  2159 ·  2160 ·  2161 ·  2162 ·  2163 ·  2164 ·  2165 ·  2166 ·  2167 ·  2168 ·  2169 ·  2170 ·  2171 ·  2172 ·  2173 ·  2174 ·  2175 ·  2176 ·  2177 ·  2178 ·  2179 ·  2180 ·  2181 ·  2182 ·  2183 ·  2184 ·  2185 ·  2186 ·  2187 ·  2188 ·  2189 ·  2190 ·  2191 ·  2192 ·  2193 ·  2194 ·  2195